# Franco Ferrara
Pour les articles homonymes, voir Ferrara.
Franco Ferrara (Palerme, 4 juillet 1911 – Florence, 6 septembre 1985) est un chef d'orchestre, compositeur et professeur de direction italien.

## Biographie
Franco Ferrara étudie au conservatoire Bellini de Palerme puis au conservatoire Giovanni Battista Martini de Bologne, où il obtient ses diplômes de piano, d'orgue, de violon et de composition. Il entre comme premier violon dans l'Orchestre du Maggio Musicale Fiorentino où il joue de 1933 à 1940, alternant avec des tournées où il passe du violon au piano. Il fait ses débuts de chef en 1938, à Florence et est vite considéré un maître de la baguette. Celibidache le considère comme le plus grand chef qu'il ait entendu.
Souffrant d'un problème de circulation du sang qui provoque des évanouissements à partir de 1945, Franco Ferrara doit abandonner la direction d'orchestre en public en 1948. Même les prises en studio devenant impossible pour lui, il se consacre à l'enseignement de la direction d'orchestre. Il donne des cours à Pérouse dès 1958, à l'Académie Sainte Cécile à Rome et à l'Académie Chigiana de Sienne plusieurs années de suite (1966–1967, de 1969 à 1976, puis de 1978 jusqu'à son décès). Hors d'Italie, il enseigne à Hilversum en 1959, au Conservatoire de Paris (1983), à Lugano, au festival Tibor Varga de Sion. Il est également invité au Japon en 1976 par Seiji Ozawa et à l'Institut Curtis à Philadelphie, à la Juilliard School, aux États-Unis. Il est également membre de plusieurs jurys de concours de direction.
Parmi ses élèves on trouve : Edo de Waart, Emil Tchakarov, Gabriel Chmura, Luca Pfaff, Zoltán Peskó, Riccardo Chailly, Aldo Ceccato, Chung Myung-whun, Gaetano Delogu, Gabriele Ferro, Riccardo Muti, Claudio Scimone, Hubert Soudant, Donato Renzetti et Andrew Davis.
En tant que compositeur, il laisse plusieurs œuvres pour l'orchestre : Sinfonia italiana, Burlesca, Fantasia tragica, Notte di tempesta ; et de la musique de chambre : Sonate pour violoncelle et piano, et Burlesca pour violon et piano.
Pour le cinéma, il dirige régulièrement de l'après guerre à 1965, des partitions, notamment de Nino Rota, dans des films de Vittorio De Sica, Federico Fellini, Luigi Zampa et Visconti. Peu de temps avant sa mort, il reçoit, à Venise, le prix international « Une vie pour la musique ».

## Filmographie partielle
- 1950 : Fra Diavolo (Donne i briganti) de Mario Soldati
- 1954 : Conquête héroïque de Paolo Moffa et Carlos Serrano de Osma
- 1954 : Au soir de la vie (Prima di sera) de Piero Tellini
- 1957 : Nuits Blanches  de Luchino Visconti
- 1957 : Les Jeudis miraculeux (Los jueves, milagro) de Luis García Berlanga
- 1961 : Barabbas de Richard Fleischer
- 1963 : Le Guépard  de Luchino Visconti
- 1966 : La Bible de John Huston